# Jolietfängelset

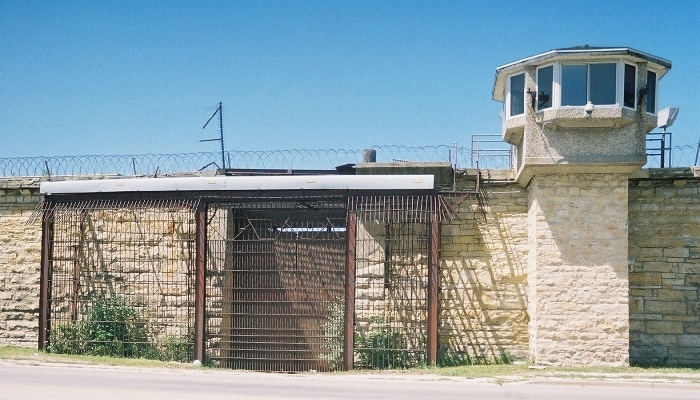
Östra fängelseporten.

Jolietfängelset var ett fängelse i Joliet Illinois, USA. Den öppnades 1858, och stängdes 2002. Fängelset förekom i filmen The Blues Brothers och var också inspelningsplats vid första säsongen av den amerikanska tv-serien Prison Break.